# الکسیان کاستل
الکسیان کاستل (به انگلیسی: Alexianne Castel) (زادهٔ ۲۵ ژوئیهٔ ۱۹۹۰) شناگر اهل فرانسه است.